# Reconocimiento especial
El reconocimiento especial (special reconnaissance - SR) es llevado a cabo por pequeñas unidades de personal militar altamente entrenados, normalmente de las unidades de operaciones especiales (Special Operations Forces - SOF), quienes evitan la detección y el combate con el enemigo. En los Estados Unidos el reconocimiento especial (SR), es reconocido como una capacidad clave de las operaciones especiales por parte del Departamento de Defensa de los Estados Unidos. El reconocimiento especial es la conducción del reconocimiento ambiental, la designación de objetivos para la fuerza aérea, el reconocimiento del área, la evaluación de la zona del objetivo tras un ataque, el emplazamiento y la recuperación de sensores, o prestar apoyo en operaciones de inteligencia humana (HUMINT) e inteligencia de señales (SIGINT). El reconocimiento especial (SR) lo llevan a cabo unidades pequeñas, como un equipo de reconocimiento formado por personal militar altamente capacitado, generalmente de unidades de fuerzas especiales y organizaciones de inteligencia militar. Los equipos especiales de reconocimiento, operan tras las líneas enemigas, evitando el combate directo y la detección por parte del enemigo. El reconocimiento especial es distinto de las operaciones realizadas por los comandos, pero ambas pueden ser llevadas a cabo por las mismas unidades militares. El rol del reconocimiento especial (SR) frecuentemente incluye la designación de objetivos, el apoyo aéreo cercano, el fuego indirecto de artillería remolcada, artillería autopropulsada y morteros, en áreas remotas tras las líneas enemigas, y la colocación de sensores monitoreados remotamente. De igual modo que otras fuerzas especiales, las unidades de reconocimiento especial pueden llevar a cabo acciones de guerra no convencional, incluidas operaciones de guerra de guerrillas. Algunas habilidades requeridas para las unidades que realizan este tipo de operaciones son los saltos HALO/HAHO y el uso de tácticas de infiltración que implican el uso de unidades de infantería ligera avanzando hacia la retaguardia enemiga, evitando los puntos fuertes del enemigo, y operando tras la primera línea del frente. Los soldados identifican los puntos débiles en la defensa enemiga, eligen diferentes rutas de infiltración y seleccionan sus objetivos. En el derecho internacional, el reconocimiento especial no se considera como un acto de espionaje si los combatientes llevan el uniforme militar de su nación, según lo acordado en las Conferencias de La Haya, y en los Convenios de Ginebra, sin embargo, hay algunos países que no respetan estas normas y protecciones legales, ese fue el caso en la Segunda Guerra Mundial, con la orden de los comandos.